# Anny-Klawa-Platz
Der Anny-Klawa-Platz ist ein Platz im Westen der Stadt Zürich im Stadtkreis Aussersihl. Am Platz treffen die Sihlfeldstrasse, die Martastrasse, die Agnesstrasse und die Erismannstrasse zusammen, wobei die Sihlfeldstrasse quer über den Platz führt. Der Platz ist nach der Schweizer Sozialdemokratin und Frauenrechtlerin Anny Klawa-Morf benannt.

## Geschichte
Die Sihlfeldstrasse wahr jahrelang sehr stark befahren, da sie den südwärts rollenden Verkehr der Westtangente trug. Zürich wurde erst von den Verkehrsmassen entlastet, nachdem 2009 die Westumfahrung eröffnet wurde. Im August 2010 wurde die Sihlfeldstrasse für den Durchgangsverkehr gesperrt und den Verkehr Richtung Süden auf die Seebahnstrasse verlegt. Um die Quartiere entlang der Sehfeldstrasse wohnliche zu gestalten, wurde die Strasse im Rahmen des Projektes «Westumfahrung Zürich, Aufwertung der Quartiere» verkehrsberuhigt und zwei neue Plätze angelegt, der Brupbacherplatz und der Anny-Klawa-Platz. Auf den Plätzen wurden Bäume gesetzt und Sitzbänke montiert.